# Clavularia cylindrica
Clavularia cylindrica is een zachte koraalsoort uit de familie Clavulariidae. De koraalsoort komt uit het geslacht Clavularia. Clavularia cylindrica werd in 1889 voor het eerst wetenschappelijk beschreven door Wright & Studer. 